# Evropské ministáty a Evropská unie

Pět evropských ministátů:
Modře je zvýrazněna Evropská unie.

V Evropě je pět ministátů, které jsou často blízce propojeny s větším sousedem. V současné době mají evropské ministáty s Evropskou unií zvláštní vztahy. Někdy je pro malý počet obyvatel považován za ministát i Island, který je členem Evropského hospodářského prostoru.

## Andorra
Andorra je v celní unii s EU od roku 1991, kdy vstoupila platnost dohoda mezi unií a Andorrským knížectvím. Dohoda se však nevztahuje na zemědělské produkty. I když Andorra není součástí schengenského prostoru, občané zemí Schengenu obvykle mohou vstoupit na území Andorry bez větších problémů. 15. listopadu 2004 byla podepsána smlouva o zdanění úspor, která vešla v platnost 1. července 2005.
Andorra je jediný z ministátů, který používá euro na základě dohod přímo s Evropskou unií, nikoli s některým jejím členským státem. Před zavedením eura používala francouzský frank a španělskou pesetu. Andorra získala právo razit andorrské euromince od 1. července 2013, první mince se však k obyvatelům pyrenejského státu dostaly v prosinci 2014.

## Lichtenštejnsko
Po tom, co 1. ledna 1995 vstoupilo Lichtenštejnsko do EFTA, je od 1. května 1995 jako jediný z ministátů členem Evropského hospodářského prostoru. Tím se otevřelo evropskému jednotnému trhu a částečné aplikaci evropského práva. 28. února 2008 podepsalo Lichtenštejnsko Schengenskou smlouvu. Následně byla smlouva plně implementována 19. listopadu 2011 a lichtenštejnské území je tedy součástí Schengenského prostoru.
Lichtenštejnsko není členem eurozóny, platí se zde švýcarským frankem.

## Monako
Monako přijímá politiku Evropské unie skrze zvláštní vztahy s Francií. Je plnohodnotným členem celní unie a přijímá opatření EU týkající se DPH a spotřební daně. Monako je de facto i členem schengenského prostoru (opět díky vztahům s Francií) a eurozóny (razí své vlastní euromince, dříve mělo monacký frank). Monacké knížectví realizuje evropské směrnice na zdanění úroků ze spoření.

## San Marino
Základ oficiálních vztahů San Marina a Evropského společenství se datuje zpět do roku 1983. Od roku 2002 je San Marino v celní unii s Evropskou unií. Také je členem eurozóny (od roku 2002 razí vlastní euromince) a má otevřené hranice s Itálií a tím i s EU.

## Vatikán
Vatikán není s EU v celní unii ani není součástí Schengenského prostoru, ale má otevřené hranice. Stejně jako San Marino, razí Vatikán od roku 2002 (po podpisu měnové smlouvy) své vlastní euromince. 1. ledna 2010 vešla v platnost nová měnová smlouva, která vznikla kvůli nedostatkům té předchozí.

## Shrnutí
| Ministáty       | Aplikace evropského práva | Vymahatelnost u místních soudů | Schengenský prostor | Daňová politika EU | Celní unie EU | Evropský hospodářský prostor | Eurozóna |
| --------------- | ------------------------- | ------------------------------ | ------------------- | ------------------ | ------------- | ---------------------------- | -------- |
| Andorra         | minimální                 | nejasná                        | ne                  | ne                 | částečně      | ne                           | ano      |
| Lichtenštejnsko | částečně                  | nejasná                        | ano                 | ne                 | ne            | ano                          | ne       |
| Monako          | s výjimkami               | nejasná                        | ano                 | ano                | ano           | částečně                     | ano      |
| San Marino      | minimální                 | nejasná                        | otevřené hranice    | částečně           | částečně      | ne                           | ano      |
| Vatikán         | ne                        | ne                             | otevřené hranice    | ne                 | ne            | ne                           | ano      |